# Thiết Môn Quan
Thiết Môn Quan (tiếng Trung: 铁门关市; bính âm: Tiĕménguān Shì) là một thành phố cấp huyện tại Khu tự trị Duy Ngô Nhĩ Tân Cương, Trung Quốc. Thành phố nằm cách Korla (Khố Nhĩ Lặc) 50 kilômét (31 mi) về phía tây, cách thủ phủ khu tự trị là Ürümqi 500 kilômét (310 mi) về phía tây nam.
Thành phố nguyên là những nơi định cư và canh tác của Sư đoàn nông nghiệp 2 thuộc Binh đoàn sản xuất và xây dựng Tân Cương, và được chuyển thành thành phố cấp huyện vào tháng 12 năm 2012, khi Quốc vụ viện phê chuẩn việc thành lập thành phố Thiết Môn Quan. Đây là thành phố thứ sáu tại Tân Cương được chuyển đổi từ đất của Binh đoàn, sau Thạch Hà Tử, Aral (A Lạp Nhĩ), Tumxuk (Đồ Mộc Thư Khắc), Ngũ Gia Cừ, và Bắc Đồn. Như các thành phố cùng cấp, Thiết Môn Quan là một huyện cấp thị chịu sự quản lý trực tiếp của Khu tự trị mà không có cấp địa khu ở giữa. Thành phố được đặt tên theo Thiết Môn quan.
Thành phố Thiết Môn Quan quản lý một lãnh thổ có diện tích 590,27 kilômét vuông (227,90 dặm vuông Anh) và có số cư dân là 200.000 người. Trung tâm đô thị của thành phố là khu định cư của Đoàn trường 29 thuộc Sư đoàn nông nghiệp 2. Khu định cư của Đoàn trường 28 được đặt tên là trấn Bác Cổ Kỳ (博古其镇), và của Đoàn trường 30 được đặt tên là trấn Song Phong (双丰镇), cả hai đều nằm dưới quyền quản lý hành chính của Thiết Môn Quan.